# سيميون نياشاي
سيميون نياشاي (6 فبراير 1932 - 1 فبراير 2021) سياسي كيني ووزير حكومي ورجل أعمال من مقاطعة كيسي.

## النشأة والتعليم
وُلد نياشاي في عائلة كبيرة متعددة الزوجات في نيارباري في مقاطعة كيسي في 6 فبراير 1932 إلى الزعيم الاستعماري موسى نياندوسي والراحل أومونجينا بولين بوسيبوري نياندوسي. في عام 1941 التحق والده بمدرسة نيانشوا السبتيين، وفي عام 1947 التحق بمدرسة كيريري المتوسطة. بعد ذلك بعامين في عام 1949 التحق بمدرسة كيسي الحكومية الأفريقية لكنه انسحب في عام 1953، قبل عام واحد فقط من موعده للحصول على شهادة المدرسة من المستوى العادي. ثم عمل في معسكر أبيه ككاتب حي. التحق لاحقًا بأكاديمية توركواي وكلية تشرشل في كامبريدج، وكلاهما في المملكة المتحدة.

## الخدمة المدنية
بدأت مهنة نياشاي في الخدمة المدنية في هذه المرحلة. في عام 1957 ذهب لدراسة الإدارة العامة في لندن وعاد إلى كينيا في عام 1960. وعند عودته تم تعيين نياشاي كضابط منطقة في قسم كانغوندو، وعاد لاحقًا إلى كلية تشرشل كامبريدج لدورة دبلوم في الإدارة العامة. أصبح مفوضا إقليميًا بحلول ديسمبر 1963. عند وصوله مرة أخرى إلى كينيا في عام 1964، عاد إلى إدارة المقاطعة وبدأ في رفع الرتب بشكل مطرد داخل إدارة المقاطعة، وانتهى به الأمر في منصب مفوض إقليمي من عام 1965 إلى عام 1979. وشغل فيما بعد منصب السكرتير الأول في الخدمة المدنية في ظل حكومتي جومو كينياتا ودانييل أراب موي.

## السياسة
عند تقاعده من الخدمة المدنية، يمكن القول إن نياشاي كان أحد أبرز الشخصيات في مقاطعة كيسي. فاز بمقعد برلماني في عام 1992. كان انتخابه في دائرة نيارباري تشاتشي عاملاً أساسياً في دخوله حكومة موي كوزير للزراعة أولاً ثم للشؤون المالية.
في عام 1999 فقد موي واستقال من الحكومة بعد نقله إلى وزارة الصناعة الأقل نفوذاً. كما غادر الاتحاد الوطني الأفريقي الكيني للانضمام إلى المعارضة، رجال فورد التي كانت في ذلك الوقت مجرد حزب صغير له جذور في وسط كينيا وثلاثة نواب في البرلمان.

## المال والأعمال
أدار نياشي سلسلة من الأعمال التجارية التي تتراوح في الطبيعة من الزراعة والبنوك والعقارات والنقل والتصنيع.